# مارتي كريستيان
مارتي كريستيان (بالإنجليزية: Marty Kristian)‏ هو مغني أسترالي، ولد في 27 مايو 1947 في لايبزيغ في ألمانيا.

## روابط خارجية
- مارتي كريستيان على موقع IMDb (الإنجليزية)